# Alpaida chaco
Alpaida chaco là một loài nhện trong họ Araneidae.
Loài này thuộc chi Alpaida. Alpaida chaco được Herbert Walter Levi miêu tả năm 1988.